# Паллас (художественное объединение)
Художественное объединение «Па́ллас» (эст. Kunstiühing «Pallas») — творческое объединение, существовавшее в Тарту в 1918–1940 и 1943–1944 годах и возрождённое в 1988 году (в 1988–1999 годах носило название «Тартуское художественное общество» — эст. Tartu Kunstiühing), затем — художественное объединение «Паллас» (эст. Kunstiühing «Pallas», KÜ Pallas). Среди основателей и наиболее выдающихся художников — Конрад Мяги, Адо Ваббе и Антон Старкопф.
Художественным объединением были основаны художественная школа (1919 г.) и Тартуский художественный музей (1940 г.).

## История
Изначально в объединение входили художники и писатели, однако впоследствии «Паллас» стал объединением представителей изобразительного искусства. Целью объединения было продвижение искусства.
21 января 1918 года был подписан устав объединения. Основателями художественного объединения «Паллас» считаются Конрад Мяги, Александер Тасса, Марие Рейсник, Аугусте Пярн, Альма Йохансон, Йоханнес Эйнсилд, Клара Холст, Вольдемар Кангро-Поол, Март Пукитс и Адо Ваббе. Перед началом Второй мировой войны почётными членами стали Антс Лайкмаа, Кристьян Рауд и Николай Трийк.
Основной идеей художественного объединения было формирование современного эстонского искусства на базе опыта, полученного художниками-основателями во время обучения в Европе, в частности в Париже, Санкт-Петербурге и Мюнхене.
Закрытое после установления советской власти в Эстонии объединение было восстановлено в 1988 году. 29 февраля 2024 года недоходное объединение «KÜ Pallas» было исключено из Бизнес-регистра в связи с тем, что оно не предоставляло отчёты об экономической деятельности в течение последних шести лет. Вместе с тем, объединение в лице его председателя Энна Лиллеметса (Enn Lillemets) в апреле того же года открыло в Тартуском городском музее выставку, посвящённую творчеству живописца Эдуарда Рюга (1903, Лифляндская губерния, Российская империя — 1997, США).